# Czarków (powiat gliwicki)
Czarków (niem. Scharkow) – wieś sołecka w Polsce, położona w województwie śląskim, w powiecie gliwickim, w gminie Wielowieś.
W latach 1975–1998 wieś należała administracyjnie do województwa katowickiego.